# 渡辺富夫 (工学者)
渡辺 富夫（わたなべ とみお、1955年11月 - ）は、日本の工学者。岡山県立大学情報工学部情報システム工学科特任教授。学位は工学博士。

## 概要
広島県出身。東京大学大学院工学系研究科産業機械工学専攻博士課程修了。
同年山形大学工学部情報工学科助手、1989年同助教授、1992年-1993年 米国ブラウン大学客員研究員を経て、1993年岡山県立大学情報工学部情報システム工学科教授。
2000年-2005年 科学技術振興機構戦略的創造研究推進事業(JST CREST)「高度メディア社会の生活情報技術」研究領域の「心が通う身体的コミュニケーションシステム E-COSMIC」研究代表者。
2006年から5年間 JST CREST「デジタルメディア作品の制作を支援する基盤技術」研究領域の「人を引き込む身体性メディア場の生成・制御技術」研究代表者であり、2003年、1998年 IEEE RO-MAN, the best paper award、2005年、2004年、2002年、2001年ヒューマンインタフェース学会論文賞等受賞。
また、ヒューマンインタフェース学会会長（2006,2007）、日本機械学会フェロー、日本赤ちゃん学会常任理事、インタロボット（株）技術顧問でもある。
共著書として「ヒューマン・インフォマティクス（工作舎）」などがある。

## 経歴
- 1955年11月 - 広島県に生まれる
- 1978年3月 - 岡山大学工学部生産機械工学科卒業
- 1983年3月 - 東京大学大学院工学系研究科産業機械工学博士課程修了(工学博士)
  - コミュニケーションにおける引き込み現象の研究（母親の語りかけに対する新生児の動きの引き込み現象を音声・画像自動分析手法を用いて分析評価し、その現象を模擬する音声反応システムのプロトタイプを開発）
- 1983年4月 - 山形大学工学部情報工学科助手
- 1984年8月 - 山形大学工学部情報工学科講師
- 1989年3月 - 山形大学工学部情報工学科助教授
  - コミュニケーションにおける引き込み現象、表情・情緒の定量評価、機械読唇の研究など、マルチメディア情報処理によるノンバーバルインタフェースの開発研究（ことばによらないノンバーバル情報のコミュニケーションを分析評価し、視覚情報フィードバックによる話し易く聴き易い音声入出力システムを開発）
- 1992年3月 - 1993年3月 - 米ブラウン大学客員研究員
  - 発達初期コミュニケーションの定量評価（乳幼児の泣き声・表情と母親の知覚・感情との関係、またそれらと後の認知・言語発達との関係について広くノンバーバル・コミュニケーションのヒューマンインタフェース設計への応用の立場から評価検討）
- 1993年10月 - 岡山県立大学情報工学部情報システム工学科教授
  - 引き込み原理に基づく次世代ヒューマンインタフェースの開発研究（コミュニケーションにおける引き込み現象の基本的メカニズムを解明）
- 1999年度 - 2000年度 - 新エネルギー・産業技術総合開発機構（NEDO）
  - 新規産業創造型提案公募事業研究開発プロジェクト「コミュニケーションにおける引き込み原理に基づく身体性共有型ロボットの研究開発」のプロジェクトリーダー
- 2000年度 - 2004年度 - 科学技術振興事業団（JST）・戦略的基礎研究推進事業（CREST）
  - 研究領域「高度メディア社会の生活情報技術」
  - 「心が通う身体的コミュニケーションシステムE-COSMIC」研究代表者
- 2004年度 - 2005年度 - 新エネルギー・産業技術総合開発機構（NEDO）
  - 次世代ロボット実用化プロジェクト（プロトタイプ開発支援事業）「子供を元気づける身体的コミュニケーションロボットの研究開発」プロジェクトリーダー
- 2006年度 - 2011年度 - 科学技術振興機構（JST）・戦略的創造研究推進事業（CREST）
  - 研究領域「デジタルメディア作品の制作を支援する基盤技術」
  - 「人を引き込む身体性メディア場の生成・制御技術」研究代表者
- 2015年度 - 日本機械学会設計工学・システム部門長[1]

## 受賞歴
- 1994年7月 - 岡山工学振興会科学技術賞受賞
  - 「コミュニケーションにおける引き込み現象の解明とそのヒューマン・インタフェースへの応用」

- 1997年11月 - 日本機械学会設計工学・システム部門アイデア賞（ラピッドプロトタイピングコンテスト）受賞
  - 「実空間と仮想空間での形状評価」（大久保雅史・渡辺富夫）

- 1998年10月 - IEEE International Workshop on Robot and Human Communication, the Best Paper Award（ロボットと 人間のコミュニケーション国際会議最優秀論文賞）
  - WATANABE,T. and OKUBO,M.:"Evaluation of the Entrainment Between a Speaker's Burst-Pause of Speech and Respiration and a Listener's Respiration in Face-to-Face Communication"

- 1999年10月 - ヒューマンインタフェース学会 最優秀プレゼンテーション賞受賞
  - 「話し手と聞き手の機能を有する発話音声に基づく身体的インタラクションロボットシステム」（中茂 睦裕、渡辺 富夫、大久保 雅史、小川 浩基、檀原 龍正、堀井 昌子 ）

- 2001年1月 - The 4th World Multi-conference on Systemics, Cybernetics and Informatics (SCI 2000) and The 6th International conference on Information Systems, Analysis and Synthesis (ISAS 2000), the Best Paper Award
  - Masashi Okubo and Tomio Watanabe: "Lip Motion Capture Based on Hue of Color by using Optical-Snakes"

- 2001年3月 - ヒューマンインタフェース学会 論文賞
  - 「InterActorを用いた発話音声に基づく身体的インタラクションシステム」（渡辺富夫, 大久保雅史, 中茂睦裕, 檀原龍正 ）

- 2002年3月 - 2002年度ヒューマンインタフェース学会 論文賞
  - 「身体的バーチャルコミュニケーションシステムにおける呼吸の視覚化と評価」( 渡辺富夫，荻久保雅道，石井裕 )

- 2003年11月 - 12th IEEE International Workshop on Robot-Human Interactive Communication （RO-MAN 2003）,the Best Paper Award
  - Tomio Watanabe, Ryusei Danbara and Masashi Okubo: "Effects of a Speech-Driven Embodied Interactive Actor "InterActor" on Talker's Speech Characteristics"

- 2004年3月 - 2004年度ヒューマンインタフェース学会 論文賞
  - 「VirtualActorを対面合成した身体的ビデオコミュニケーションシステム」( 石井裕，渡辺富夫 )

- 2005年3月 - 2005年度ヒューマンインタフェース学会 論文賞
  - 「ロボットとのあいさつインタラクションにおける動作に対する発声遅延の効果」( 山本倫也，渡辺富夫 )

## 著書
- 「マイクロコンピュータ基礎用語辞典」（単著）
- 「子どもと技術文明」（共著）
- 「情報システムとしての人間」（共著）
- 「ヒューマンインタフェース」（共著）
- 「赤ちゃんの認識世界」（共著）
- 「ヒューマン・インフォマティクス」（共著） 等